# Palluel
Palluel là một xã trong tỉnh Pas-de-Calais, vùng Hauts-de-France, Pháp.

## Địa lý
Palluel có cự ly 19 dặm (31 km) về phía đông Arras, tại giao lộ của các tuyến đường D21 and D13, trong thung lũng sông Sensée.

## Tham khảo

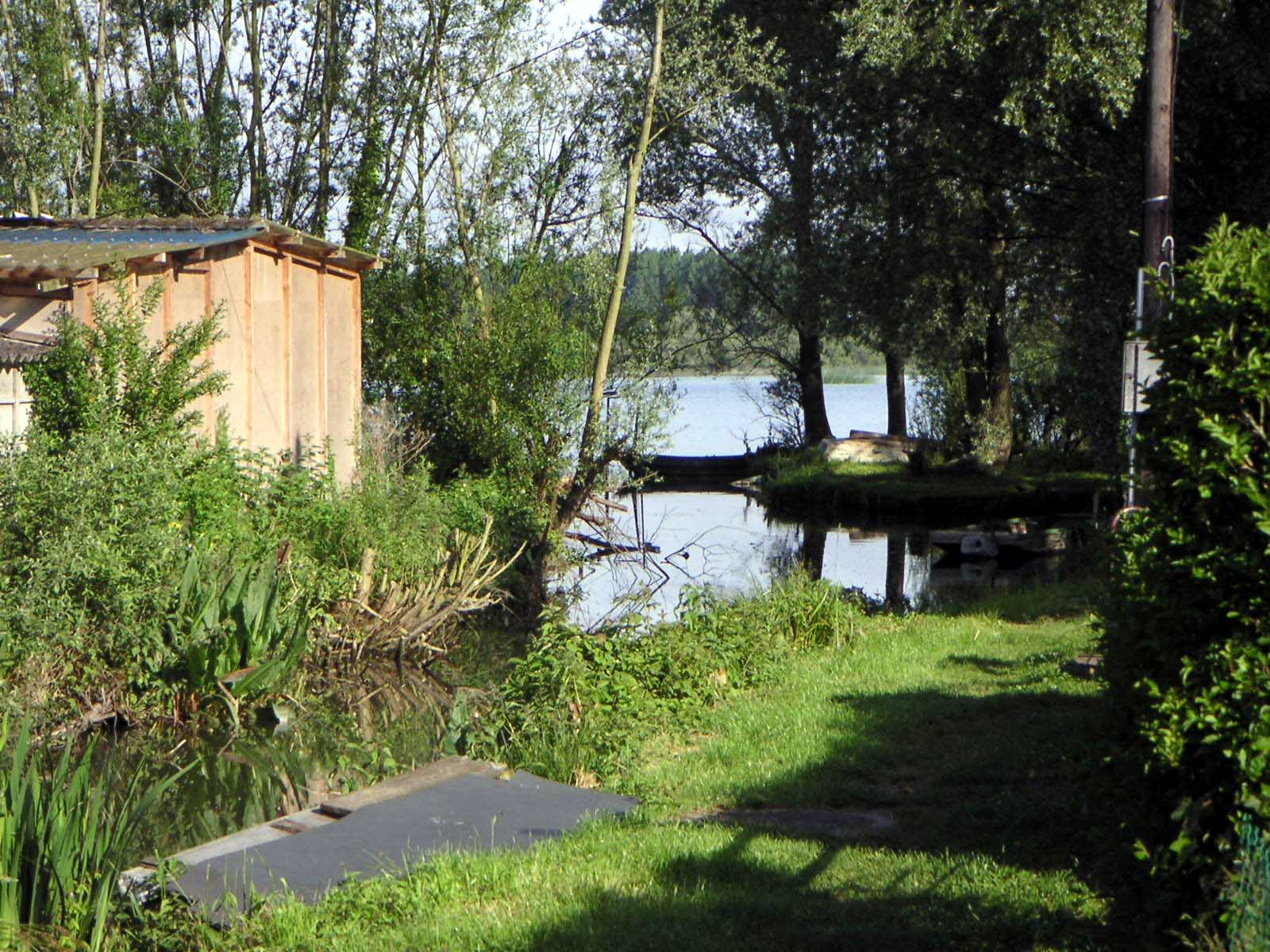
The fishing lakes at Palluel
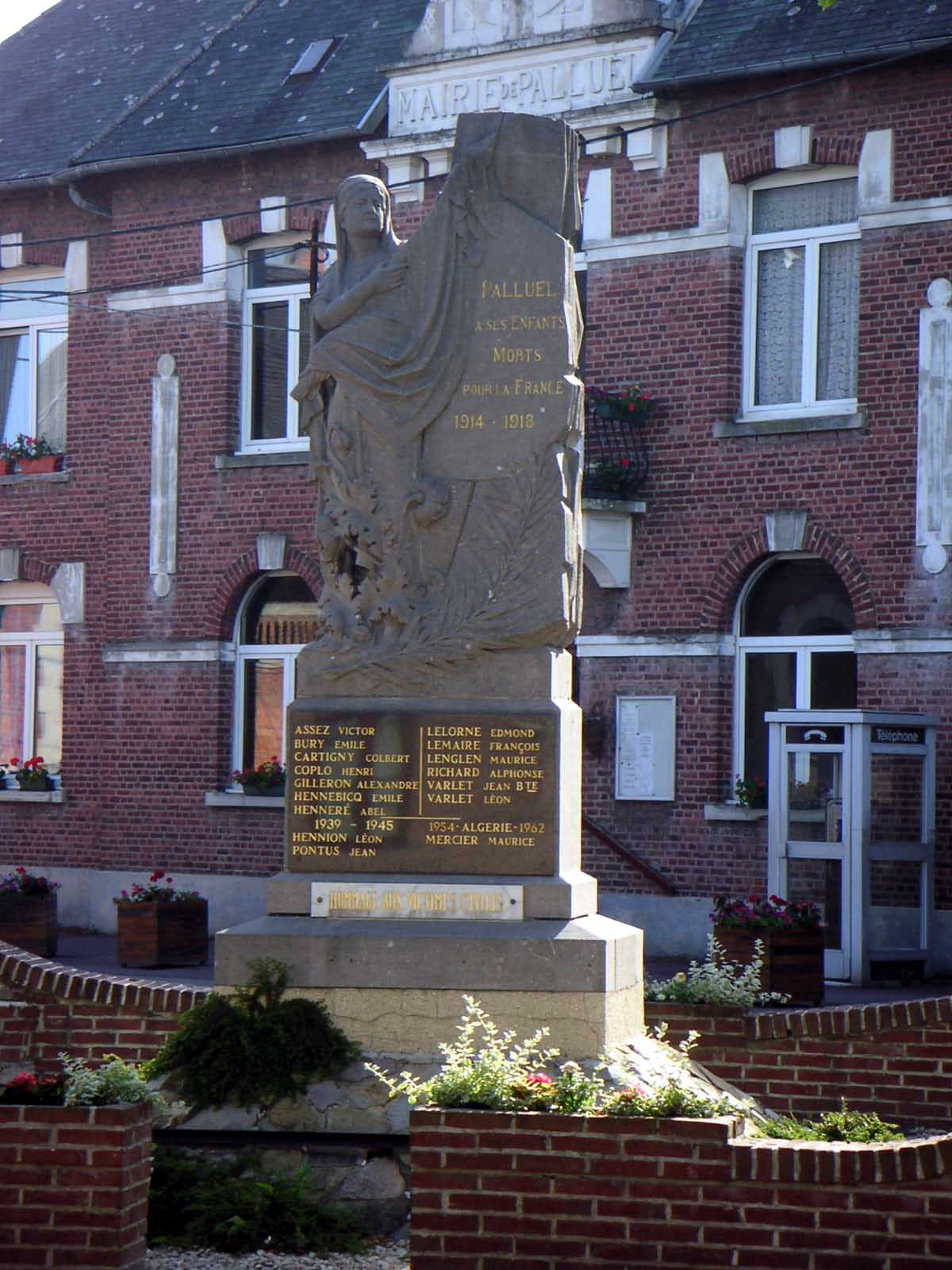
Palluel’s war memorial

## Dân số
| 1962                                                              | 1968 | 1975 | 1982 | 1990 | 1999 | 2006 |
| ----------------------------------------------------------------- | ---- | ---- | ---- | ---- | ---- | ---- |
| 479                                                               | 508  | 522  | 565  | 525  | 520  | 572  |
| Số liệu điều tra dân số tính từ năm 1962, dân số chỉ tính một lần |      |      |      |      |      |      |

## Địa điểm nổi bật
- Nhà thờ thế kỷ 20.
- Các hồ.